# Trusted Computing
Trusted Computing (TC) je technologie vyvinutá a podporovaná Trusted Computing Group (TCG). Tento termín se odvozuje z oblasti důvěryhodných systémů a má specializovaný význam. S Trusted Computingem se bude počítač chovat v určitých situacích stále stejně a toto chování bude vynucováno hardwarem a softwarem. V praxi Trusted Computing využívá šifrování k tomu, aby pomáhalo prosadit vybrané chování. Hlavním účelem TC tedy je možnost ověřit si, že na systému běží pouze autorizovaný kód. Tato autorizace pokrývá počáteční bootování, jádro a může také pokrýt aplikace a různé skripty. Jen sebe samo nedokáže TC ochránit před útoky, které využívají bezpečnostní zranitelnosti představované programovými chybami.
Trusted Computing je velice striktní, protože je téměř nemožné zabezpečit hardware pro jeho majitele a zároveň proti němu samotnému. To vedlo oponenty k šíření článků, že TC je velice zrádné.
Platforma Trusted Computing však nemusí být požívána pro zabezpečení systému proti majiteli. Je totiž možné odpustit od autorizování vlastnických práv a nepoužívat tak žádnou centralizovanou autoritu. Je také možné si vytvořit úložiště důvěryhodných jednotek a nechat bezpečnostnímu čipu jediný úkol, chránit proti neautorizovaným modifikacím. Existují volně přístupné Linuxové ovladače, které umožňují přístup a užívání TC čipu.
Zastánci Trusted Computingu, jako International Data Corporation, the Enterprise Strategy Group and Endpoint Technologies Associates tvrdí, že tato technologie udělá počítače bezpečnější, méně náchylné k virům, malwaru a tak budou z uživatelské perspektivy více spolehlivé. Dále také tvrdí, že TC dokáže počítačům a serverům nabídnout vyšší úroveň zabezpečení, než jaká je k dispozici dnes. Oponenti však často argumentují tím, že tato technologie bude v první řadě použita k prosazení politiky s digitálními právy, místo k zvýšení počítačové bezpečnosti.
Výrobci čipů Intel a AMD, výrobci hardwaru jako Dell a dodavatelé operačních systémů jako Microsoft, plánují zahrnout Trusted Computing do nadcházejících generací svých produktů. Armáda Spojených států již nyní vyžaduje, aby každý nový počítač obsahoval modul s důvěryhodnou platformou (TPM – Trusted Platform Module). Od 3. července 2007 to tak v podstatě dělá celé ministerstvo obrany Spojených států.

## Koncepty klíčů
Trusted Computing zahrnuje šest technologií konceptů klíčů, z nichž jsou všechny vyžadovány pro plně důvěryhodný systém. Neboli systém vyhovující TCG normám:
1. Potvrzovací klíč
2. Bezpečný vstup a výstup
3. Zaclonění paměti / chráněné provedení
4. Zapečetěné uložení
5. Vzdálené ověření
6. Důvěryhodná třetí strana (TTP)

### Potvrzovací klíč
Potvrzovací klíč je 2048bitový RSA veřejný a soukromý klíčový pár, který je náhodně vytvořený na čipu výrobku již v době výroby (výrobce jej zná a může jej použít i třetí strana) a nemůže být změněn. Soukromý klíč nikdy neopustí čip, zatímco veřejný klíč je použit pro šifrování citlivých dat poslaných do čipu.
Tento klíč umožňuje provádět bezpečné transakce: po každém Trusted Platform Module (TPM) je požadováno, aby dokázal podepsat náhodné číslo (aby mohl majiteli ukázat, že je opravdu důvěryhodný počítač) používáním specifického protokolu vytvořeného Trusted Computing Group (Direct Anonymous Attestation protokol) k tomu, aby zabezpečil shodu s TCG standardem a prokázal jeho identitu. To znemožňuje softwarovému emulátoru TPM s nedůvěryhodným klíčem (například se svým náhodně vygenerovaným) začít bezpečnou komunikaci s důvěryhodnou stranou. TPM by měl být navržený tak, aby extrakci tohoto klíče hardwarovou analýzou zkomplikoval, ale větší odpor není vyžadován.

### Zaclonění paměti
Zaclonění paměti rozšiřuje běžné paměťové ochranné techniky k tomu, aby poskytovaly plnou izolaci citlivých oblastí paměti – například lokality obsahující šifrovací klíče. Dokonce ani operační systém nemá plný přístup k zacloněné paměti. Přesné detaily provedení jsou u každého výrobce specifické; Intel’s Trusted Execution Technologie již tuto možnost nabízí.

### Zapečetěné uložení
Zapečetěné uložení ochraňuje soukromé informace tím, že na ně naváže informace o konfiguraci a nastavení použitého softwaru a hardwaru. To znamená, že data mohou být vydána pouze specifické kombinaci softwaru a hardwaru. Zapečetěné uložení může být použito k prosazení DRM (Digital Rights Management). Například uživatel, který bude mít na svém počítači písničky, na které nebude mít licenci, je nebude schopný přehrát. V současné době si může uživatel píseň najít, poslouchat ji, poslat někomu jinému, přehrát pomocí libovolného softwaru, nebo si ji zálohovat (v některých případech přelstít software k dekódování). DRM bývá v běžné praxi obcházena úpravami operačního systému, po kterých je možné přehrávat písničky více než jednou. Zapečetěné uložení používá ukládání písní zašifrovaných bezpečným klíčem vázaným na důvěryhodnou platformu tak, že pouze nemodifikovaný a nezmanipulovaný přehrávač je může přehrát. Tato DRM architektura pak zabrání lidem v nakupování nových počítačů či upgradování jejich částí, pokud nedostanou povolení od prodejce písně.

### Vzdálené ověření
Vzdálené ověření dovoluje detekovat změny v uživatelově počítači autorizovanými stranami. Například softwarové společnosti mohou identifikovat neautorizované změny v programech, včetně uživatelů manipulujících se softwarem k obejití ochranných opatření. Funguje to tak, že hardware generuje certifikát, říkající, jaký software aktuálně běží na uživatelově počítači. Počítač tak může tento certifikát představit vzdálené straně a ukázat, že na něm probíhá nezměněný software. Vzdálené ověření je obvykle kombinované s šifrováním za pomocí veřejného klíče tak, že poslaná informace může být přečtena pouze programy, které si o osvědčení požádaly - a nikým jiným. Pokud bychom vzali příklad s písní, uživatelův hudební přehrávač by mohl poslat píseň dalším strojům, ale pouze pokud by proběhlo úspěšné ověření, že na nich běží bezpečná verze hudebního přehrávače. V kombinaci s dalšími technologiemi to představuje bezpečnější cestu pro hudbu.

### Důvěryhodná třetí strana (TTP)
Jednou z hlavních překážek, která musí být pokořena vývojáři TCG technologie, je udržení anonymity, zatímco stále ještě poskytují "důvěryhodnou platformu". Hlavním způsobem získání "důvěryhodného módu" je, že druhý účastník (nazveme ho Bob), s kterým počítač (nazveme ho Alice) může komunikovat, může věřit, že Alice nepoužívá žádný zmanipulovaný hardware a software. Toto ujistí druhého účastníka (Boba), že strana, se kterou komunikuje (Alice), nebude schopna používat software (malware) ke kompromitaci citlivých informací na počítači. Následek tohoto procesu je, že musíte informovat druhého účastníka, že používáte registrovaný a bezpečný software a hardware, a tím se potenciálně identifikujete druhému účastníkovi. Toto není problém, pokud si přejete být identifikovaný (například u internetového bankovnictví). Pokud si ale přejete zůstat v anonymitě a přesto být považován za důvěryhodnou osobu, měli byste použít důvěryhodnou třetí osobu. Tato osoba pak bude používána jako prostředník pro komunikaci mezi uživatelem a jeho počítačem, nebo uživatelem a ostatními uživateli.

## Podporovaný Hardware a Software
- Od roku 2004, většina významnějších výrobců dodává systémy, které zahrnují moduly s důvěryhodnou platformou ve spojení s podporou BIOSu. V souladu s TCG specifikacemi uživatel musí zapnout modul s důvěryhodnou platformou ještě předtím, než bude moci produkt použít.
- Linuxové jádro obsahuje podporu důvěryhodné komunikace od verze 2.6.13. Časem se začaly vyvíjet i následné aplikace podporující TC.
- Omezená forma TC je také implementována v aktuálních verzích Windows od Microsoftu pomocí softwaru s podporou důvěry třetí straně.
- Intel Classmate PC
- Intel Core 2 Duo procesory
- AMD Athlon 64 procesory používající AM2 soket.
- IBM-Lenovo ThinkPady
- Dell OptiPlex GX620
- PrivateCore vCage software

## Kritika
Oponentem je například Electronic Frontier Foundation a Free Software Foundation, kteří zpochybňují důvěryhodnost a kritizují, že technologie dává příliš mnoho síly do rukou subjektů, které vytvářejí systémy a software.